# Стефановський Борис Сергійович
Стефановський Борис Сергійович — (нар. 26 березня 1928 — пом. 29 липня 1999) — науковець у галузі теплових двигунів, завідувач кафедри «Двигуни внутрішнього згоряння» Ярославського політехнічного інституту (1964—1979), кандидат технічних наук, доцент, доктор технічних наук (1987), професор (1989), завідувач кафедри «Трактори і автомобілі» Таврійської державної агротехнологічної академії (1989—1999).

## Біографія
Народився 26 березня 1928 року в м. Таганрог, Ростовської області в сім'ї інженера-економіста Стефановського Сергія Миколайовича.
1951 рік закінчив з відзнакою механічний факультет Ростовського інституту залізничного транспорту і з 1952—1954 рр. займав посаду головного інженера та начальника технічного відділу підприємств п/с 231 та 242.
1954 році вступив до аспірантури Ростовського інституту інженерів залізничного транспорту, а по закінченні працював у тому ж інституті асистентом.
1959 рік — захистив дисертацію та отримав вчену ступінь кандидата технічних наук.
1959 рік — доцент кафедри «Двигуни внутрішнього згоряння» Ярославського політехнічного інституту.
1964 рік — завідувач кафедри «Двигуни внутрішнього згоряння» Ярославського політехнічного інституту.
Працюючи на цій кафедрі встановив контакти з рядом моторобудівних заводів: Ярославським, Рибінським, Нижньогородським, Коломенським, Алтайським. Брав участь у створенні ряду двигунів для вітчизняних автомобілів: ЗІЛ, ГАЗ, КамАЗ, МАЗ, КрАЗ.
1979 рік — запрошений у Таврійську державну агротехнічну академію на посаду доцента кафедри «Трактори та автомобілі».
1986 році — захистив докторську дисертацію і протягом 1987—1999 років очолював кафедру «Трактори та автомобілі».
1989 рік —  присвоєне вчене звання професор.
Під керівництвом Б. С. Стефановського проводились перспективні дослідження по створенню теплоенергетичних установок, в яких використовувались паливні відходи сільськогосподарського виробництва, що могли дати велику економію нафтових палив.
Активно співпрацював зі спеціалістами Ярославського та Мелітопольського моторних заводів, інших вузів та спеціалізованих організацій.
Професор Б. С. Стефановський був керівником республіканського семінару по поліпшенню показників теплових двигунів та ресурсозбереженню, який діяв з 1995 року, він редагував та видавав збірники трудів академії по цій проблемі.
Під керівництвом науковця було підготовано понад 10 кандидатів наук.
Помер 29 липня, 1999 року.

## Нагороди
- 1970 рік — медаль «За доблесний труд».
- 1988 рік — медаль «Ветеран праці».

### Дисертація
- Стефановский Б. С. Локальные граничные условия теплового нагружения и охлаждения теплонапряженных деталей быстроходных поршневых двигателей: автореф. дис… д-ра техн. наук: 05.04.02 / Б. С. Стефановский; МВТУ. — М., 1985. — 32 с.

### Патенти
- Опис до деклараційного патенту на винахід № 30450 А «Робочий орган розвантажувача кормів», 2000. — Болтянський О. В., Стефановський Б. С.
- Патент України на винахід № 18505 «Двигун з зовнішнім підводом теплоти», 1997. — Стефановський Б. С., Стефановський О. Б.
- Описание изобретения к авторскому свидетельству № 1617165 А1 «Двигатель внутреннего сгорания», 1990. — Стефановский, Б. С., Говоров, Е. В., Стефановский А. Б.
- Опис винаходу до патенту № 19772 «Двигун внутрішнього згоряння», 1997. — Стефановський Б. С., Говоров Є. В., Стефановскій А. Б.
- Опис винаходу до патенту № 1875 «Двигатель внутреннего сгорания», 1994 / Воленко В. П., Фімічов С. О., Стефановський Б. С.
- Опис винаходу до патенту № 9784 «Двигуни внутрішнього згоряння», 1996 / Стефановський Б. С., Говоров Є. В., Реппіх О. Т.

### Монографії
- Испытания двигателей внутреннего сгорания / Б. С. Стефановский и др. — М.: Машиностроение, 1972. — 368 с.
- Стефановский Б. С. «Теплонапряжённость деталей быстроходных поршневых двигателей». М.: Машиностроение, 1978.[3]
- Стефановский Б. С., Белоконь Я. Е., Бобылёв Ю. А. «Теоретические основы использования автотракторных двигателей». Мелитополь, 1993—2010. (Ряд вариантов на русском и украинском языках.)

### Найвідоміщі публікації автора
- Проектирование теплонапряженных деталей двигателей [Текст]: учеб. пособие по курсовому и дипломному проектированию / Б. С. Стефановский [и др.]; Ярославский политехнический институт. — Ярославль: [б. и.], 1977. — 130 с.
- Стефановский Б. С. Проектирование двигателей с наддувом [Текст]: метод. пособие по курсовому и дипломному проектированию / Б. С. Стефановский; Ярославский политехнический институт. — Ярославль: [б. и.], 1974. — 44 с.
- Стефановський Б. С. Проектирование теплонапряженных деталей двигателей: учеб. пособие / Б. С. Стефановський. — Ярославль, 1977. — 129 с.
- Стефановський Б. С. Технічні основи раціонального використання автотракторних двигунів: навч. посібник  / Б. С. Стефановський, Я. Ю. Білоконь, Ю. А. Бобильов. — Мелітополь, 1998. — 245 с.
- Стефановський Б. С. Технічні основи раціонального використання автотракторних двигунів: тези лекцій для студ.-механіків сільгосп. вузів / Б. С. Стефановський, В. Ю. Байбиков, О. Б. Стефановський. — Мелітополь: [б.в.], 1997. — 71 с.
- Стефановский, А. Б. Улучшение пусковых качеств автомобильных двигателей при низких температурах с помощью электрического предпускового подогрева: автореферат дис… канд. техн. наук: 05.04.02 / А. Б. Стефановский; НАМИ. — М., 1990. — 15 с.
- Preliminary results of development of the simplified Stirling engine for agriculture / B. S. Stefanovskiy [и др.] // Tagungsband des Europaischen Stirling Forums 2000 (22-24  Februar 2000 in Osnabruck) / Fachhochschule Osnabruck; Verein Deutscher Ingenieure VDI. — Osnabruck, 2000. — С. 355—363.
- Вороновский И. Б. Оптимизация параметров фильтра для обезвоживания светлых нефтепродуктов / И. Б. Вороновский, Б. С. Стефановский // Материалы I республиканского научно-технического семинара по улучшению показателей тепловых двигателей и ресурсосбережению: тезисы докладов (12-15 сентября 1995 г., г. Мелитополь) / ТГАТА. — Мелитополь, 1995. — С. 56-57.
- Некоторые особенности нагрева и охлаждения рабочего цикла двигателя с внешним подводом теплоты модификации «Гамма» / Б. С. Стефановский [и др.] // Труды Таврической государственной агротехнической академии: тематический научно-технический сборник / ТГАТА; отв. за вып. Б. С. Стефановский. — Мелитополь, 1998. — Вып. 2: Отраслевое машиностроение, т. 6. — С. 10-13.
- Некоторые результаты экспериментального исследования интенсивности подогрева рабочего тела в малогабаритном двигателе Стирлинга / Б. С. Стефановский [и др.] // Труды Таврической государственной агротехнической академии: тематический научно-технический сборник / ТГАТА; отв. за вып. Б. С. Стефановский. — Мелитополь, 1998. — Вып. 2: Отраслевое машиностроение, т. 4. — С. 18-21.
- Результаты индицирования малогабаритного двигателя Стирлинга / Б. С. Стефановский [и др.] // Труды Таврической государственной агротехнической академии / ТГАТА; отв. за вып. Б. С. Стефановский. — Мелитополь, 1998. — Вып. 2: Отраслевое машиностроение, т. 3. — С. 14-20.
- Стефановский Б. С. Использование геометрических корреляций между основными показателями автомобильных бензиновых двигателей для обоснования параметров их систем регулирования / Б. С. Стефановский, О. Я. Бурдуг, В. Ю. Байбиков // Современные проблемы геометрического моделирования: тезисы докладов междунар. науч.-практ. конф., посвященной 200-летию начертательной геометрии (Мелитополь, 5-7 сентября 1995 г.) / ТГАТА. — Мелитополь, 1995. — С. 76-77.
- Стефановский Б. С. К вопросу о выборе типа силовой установки для наземного транспорта / Б. С. Стефановский // Вопросы двигателестроения: ученые записки / Ярославский технологический институт. — Ярославль, 1972. — Т. XXIX. — С. 3-11.
- Стефановский Б. С. Метод расчета локальных тепловых потоков в гильзах цилиндров дизелей / Б. С. Стефановский, А. Л. Новенников, В. И. Пикус // Двигатели внутреннего сгорания: межвуз. сборник науч. трудов / Отв. за вып. А. И. Исаев ; редкол.: Б. С. Стефановский и др. — Ярославль, 1973. — С. 85-89.
- Стефановский Б. С. Методологические основания для систематизации конструктивных модификаций теплонапряженных деталей / Б. С. Стефановский // Теплонапряженность поршневых двигателей: межвуз. темат. сб. науч. трудов / Ярославский политехнический институт. — Ярославль, 1978. — С. 20-23.
- Стефановский Б. С. Некоторые геометрические параметры, существенно влияющие на рабочий процесс и показатели автотракторных дизелей / Б. С. Стефановский // Современные проблемы геометрического моделирования: тезисы докладов междунар. науч.-практ. конф., посвященной 200-летию начертательной геометрии (Мелитополь, 5-7 сентября 1995 г.) / ТГАТА. — Мелитополь, 1995. — С. 46.
- Стефановский Б. С. О методике расчёта индикаторных диаграмм ДВПТ модификации «гамма» / Б. С. Стефановский, А. Б. Стефановский, Ю. А.  Постол // Труды Таврической государственной агротехнической академии: тематический научно-технический сборник / ТГАТА; отв. за вып. Б. С. Стефановский. — Мелітополь, 1999. — Вып. 2, т. 7. — С. 26-29.
- Стефановский Б. С. О погрешностях определения механических потерь автомобильных карбюраторных ДВС методом прокрутки / Б. С. Стефановский, Д. А. ЧАЛЫЙ // Труды Таврической государственной агротехнической академии: тематический научно-технический сборник / ТГАТА; отв. за вып. Б. С. Стефановский. — Мелитополь, 1999. — Вып. 2: Улучшение показателей тепловых двигателей и ресурсосбережение, т. 10. — С. 16-19.
- Стефановский Б. С. О показателях двигателей, использующих тепловое расширение твердых тел / Б. С. Стефановский // Вопросы двигателестроения: сборник науч. трудов / Ярославский технологический институт. — Ярославль, 1972. — Т. XXIII, вып. 5. — С. 3-6.
- Стефановский Б. С. Обоснование параметров объекта-прототипа при проектировании / Б. С. Стефановский // Труды Таврической государственной агротехнической академии: тематический научно-технический сборник / ТГАТА; отв. за вып. Б. С. Стефановский. — Мелитополь, 1998. — Вып. 2: Отраслевое машиностроение, т. 5. — С. 3-8.
- Стефановский Б. С. Определение зависимостей для обобщения экспериментальных данных по уплотнению почвы / Б. С. Стефановский, В. Д. Алба, О. Р. Кенжаев // Сборник трудов Всесоюзного научно-исследовательского института механизации сельского хозяйства / ВИМ. — М., 1989. — Т. 120: Теория и расчет почвообрабатывающих машин. — С. 213—218.
- Стефановский Б. С. Пути повышения экономичности паровых локомобилей / Б. С. Стефановский // Труды Таврической государственной агротехнической академии: тематический научно-технический сборник / ТГАТА; отв. за вып. Б. С. Стефановский. — Мелитополь, 1998. — Вып. 2: Отраслевое машиностроение, т. 4. — С. 3-7.
- Стефановский Б. С. Теоретические исследования влияния свойств дизельного топлива на водоотталкивающие свойства пористых перегородок / Б. С. Стефановский, И. Б. Вороновский // Сборник научных трудов академии / ТГАТА. — Мелитополь, 1996. — Т. 1. — С. 47-50.
- Стефановский Б. С. О показателях двигателей, использующих тепловое расширение твердых тел / Б. С. Стефановский // Вопросы двигателестроения: сборник науч. трудов / Ярославский технологический институт. — Ярославль, 1972. — Т. XXIII, вып. 5. — С. 3-6.
- Стефановський Б. С. Деякі дослідницькі самостійні і лабораторні роботи, що проводяться при підготовці інженерів-дослідників  / Б. С. Стефановський, В. Ю. Байбиков, О. Б. Стефановський // Методи активізації творчих здібностей студентів: тези доп. респуб. семінару (28-29 листопада1995 р., м. Мелітополь) / Таврійська державна агротехнічна академія. — Мелітополь, 1995. — С. 9-10.
- Стефановський Б. С. Особливості підготовки інженерів-дослідників на базі спеціальності 31.13 «Механызацыя сыльського господарства» / Б. С. Стефановський // Методи активізації творчих здібностей студентів: тези доп. респуб. семінару (28-29 листопада1995 р., м. Мелітополь) / Таврійська державна агротехнічна академія. — Мелітополь, 1995. — С. 8-9.
- Стефановский А. Б. Об использовании критериальных уравнений усреднённого теплообмена рабочего тела ДВПТ при разработке перспективных модификаций нагревателя / А. Б. Стефановский, Е. В. Снижко // Труды Таврической государственной агротехнической академии / ТГАТА; отв. за вып.: А. А. Зуев, А. Б. Стефановский. — Мелитополь, 1999. — Вып. 2: Улучшение показателей тепловых двигателей и ресурсосбережение, т. 12. — С. 28-32.
- Стефановский А. Б. Сравнение различных методов расчета коэффициентов теплоотдачи для поверхности нагревателя упрощенного ДВПТ / А. Б. Стефановский, Е. В. Снижко // Труды Таврической государственной агротехнической академии: тематический научно-технический сборник / ТГАТА; отв. за вып. Б. С. Стефановский. — Мелітополь, 1999. — Вып. 2, т. 7. — С. 21-25.
- Стефановский Б. С. О методике расчёта индикаторных диаграмм ДВПТ модификации «гамма» / Б. С. Стефановский, А. Б. Стефановский, Ю. А.  Постол // Труды Таврической государственной агротехнической академии: тематический научно-технический сборник / ТГАТА; отв. за вып. Б. С. Стефановский. — Мелітополь, 1999. — Вып. 2, т. 7. — С. 26-29.
- Некоторые результаты экспериментального исследования интенсивности подогрева рабочего тела в малогабаритном двигателе Стирлинга / Б. С. Стефановский [и др.] // Труды Таврической государственной агротехнической академии: тематический научно-технический сборник / ТГАТА; отв. за вып. Б. С. Стефановский. — Мелитополь, 1998. — Вып. 2: Отраслевое машиностроение, т. 4. — С. 18-21.
- Стефановский Б. С. К вопросу об экономической эффективности использования двигателя с внешним подводом теплоты в качестве электрогенератора / Б. С. Стефановский, А. А. Зуев // Сборник научных трудов академии / ТГАТА. — Мелитополь, 1996. — Т. 1. — С. 84-85.
- Стефановский Б. С. Методологические основания для систематизации конструктивных модификаций теплонапряженных деталей / Б. С. Стефановский // Теплонапряженность поршневых двигателей: межвуз. темат. сб. науч. трудов / Ярославский политехнический институт. — Ярославль, 1978. — С. 20-23.
- Стефановский Б. С. Некоторые геометрические параметры, существенно влияющие на рабочий процесс и показатели автотракторных дизелей / Б. С. Стефановский // Современные проблемы геометрического моделирования: тезисы докладов междунар. науч.-практ. конф., посвященной 200-летию начертательной геометрии (Мелитополь, 5-7 сентября 1995 г.) / ТГАТА. — Мелитополь, 1995. — С. 46.
- Стефановский Б. С. О методике расчёта индикаторных диаграмм ДВПТ модификации «гамма» / Б. С. Стефановский, А. Б. Стефановский, Ю. А.  Постол // Труды Таврической государственной агротехнической академии: тематический научно-технический сборник / ТГАТА; отв. за вып. Б. С. Стефановский. — Мелітополь, 1999. — Вып. 2, т. 7. — С. 26-29.
- Стефановский Б. С. О погрешностях определения механических потерь автомобильных карбюраторных ДВС методом прокрутки / Б. С. Стефановский, Д. А. ЧАЛЫЙ // Труды Таврической государственной агротехнической академии: тематический научно-технический сборник / ТГАТА; отв. за вып. Б. С. Стефановский. — Мелитополь, 1999. — Вып. 2: Улучшение показателей тепловых двигателей и ресурсосбережение, т. 10. — С. 16-19.
- Стефановский Б. С. Обоснование параметров объекта-прототипа при проектировании / Б. С. Стефановский // Труды Таврической государственной агротехнической академии: тематический научно-технический сборник / ТГАТА; отв. за вып. Б. С. Стефановский. — Мелитополь, 1998. — Вып. 2: Отраслевое машиностроение, т. 5. — С. 3-8.
- Стефановский Б. С. Определение зависимостей для обобщения экспериментальных данных по уплотнению почвы / Б. С. Стефановский, В. Д. Алба, О. Р. Кенжаев // Сборник трудов Всесоюзного научно-исследовательского института механизации сельского хозяйства / ВИМ. — М., 1989. — Т. 120: Теория и расчет почвообрабатывающих машин. — С. 213—218.